# 高田农场
高田农场位于中华人民共和国广东省揭阳市揭西县龙潭镇，所在区域列为揭西县的一个类似乡级单位。
高田农场境内有排尾山。农场土地为揭西县人民政府机关所有。政府公文中，高田农场做为镇、村级行政区地址使用。

## 行政区划
国家统计局网站上，高田农场下辖以下地区：
高田农场虚拟社区。